# Université technique d'État de Moscou-Bauman
Pour les articles homonymes, voir Bauman.
L'université technique d'État de Moscou-Bauman (en russe : Московский Государственный Технический Университет им. Н.Э. Баумана, МГТУ) surnommée « École Bauman » est une école d’ingénieur russe fondée en 1763 à Moscou sous le nom de « Maison impériale d’éducation de l'impératrice Catherine II. » C’est le deuxième plus ancien établissement d’éducation supérieure en Russie après l'université de Moscou (1755).
L’université Bauman est une université publique. Elle accueille 18 000 étudiants qui suivent une formation d’ingénieur de 6 ans (3 000 par promotion) et 1 000 doctorants. L’université accorde un logement gratuit dans une de ses 13 résidences à 800 sur 3 000 étudiants admis par an.
L’admission à l’université se fait sur concours avec trois épreuves : mathématiques, physique, littérature russe. La sélection moyenne pour entrer à l’université est d'un sur dix, et plus de 30 000 candidats passent ce concours. Parmi eux plus de 2 600 élèves passent par des classes préparatoires de deux ans ; 2 000 autres sortent des lycées partenaires de l’université. La participation au concours nécessite la remise de l’original du certificat de fin d’études secondaire (équivalent du baccalauréat français ou du diplôme d'études secondaires néo-brunswicois) ce qui empêche les élèves de postuler en même temps à l’université de Moscou et vice-versa.
Jouissant d'un grand prestige dans l'enseignement supérieur, l’université Bauman est souvent associée à la sélectivité et à l'excellence académique. L’université Bauman occupe régulièrement la première place dans les classements officiels des écoles d’ingénieurs,,,,,. Elle fait régulièrement partie des trois premiers établissements d’éducation supérieure recherchés par les grandes sociétés russes,.
L’université Bauman a le statut de Centre de Recherche national, son financement est prévu par un chapitre particulier du budget national en dehors du Ministère de l’Éducation.
Durant la première moitié du XXe siècle, l’université Bauman a fondé et formé plus de 70 écoles d’ingénieurs en Russie et en l’URSS dont les plus renommées sont l’Institut d’aviation de Moscou, l'Institut de génie énergétique de Moscou, l'université de Génie Civil de Moscou, l’Institut de chimie de Moscou, l’université technique de communication et d'informatique, l'Institut central d'aérohydrodynamique TSAGI, l’Académie militaire d’ingénierie d’Aviation Joukovski.
L’université Bauman est célèbre pour son système d’enseignement surnommé « méthode russe » qui réunit une préparation théorique ample et intense avec une profonde formation pratique en lien avec l’industrie. Présenté à l’Exposition universelle à Vienne en 1873 et en Philadelphie 1876, la méthode russe a reçu la médaille d’or. Le président du MIT John Daniel Runkle a écrit que la méthode russe sera appliquée au MIT et dans toutes les autres universités techniques aux États-Unis.
Des nombreux anciens élèves de l’École Bauman sont mondialement connus : Sergueï Korolev pour le premier satellite lancé en espace et premier homme lancé en espace, Andreï Tupolev pour le premier avion supersonique civil au monde (Tupolev Tu-144), Nikolaï Dolléjal (ru) pour la première station nucléaire civile au monde (centrale nucléaire d'Obninsk), Vladimir Choukhov pour la première usine et la conception de la première méthode de craquage du pétrole et pour les premières constructions en structure hyperboloïde, Nikolaï Joukovski comme pionnier de l'aérodynamique, Pavel Soukhoï pour le bureau d'études aéronautique Soukhoï.

## Historique

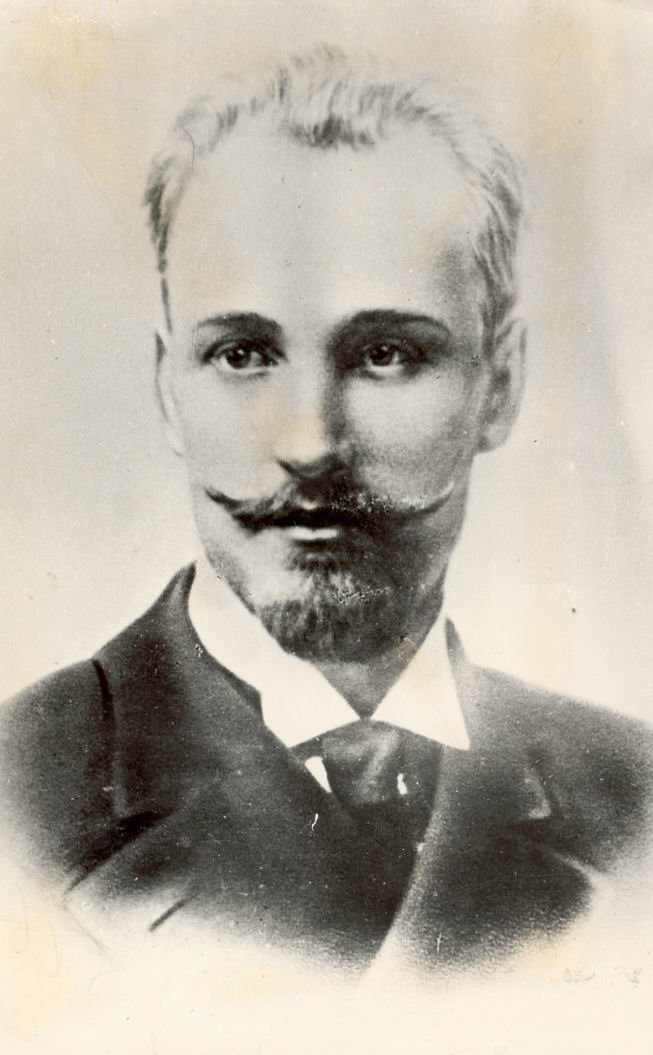
N. E. Bauman

L’université Bauman est créée en 1830, au commencement de la révolution industrielle russe, sous le règne de l'empereur Nicolas Ier. Elle avait pour but de former des artisans qualifiés en mathématiques, mécanique, physique et chimie, avec de solides connaissances théoriques, pour occuper des postes importants dans l’industrie naissante.
En 1868, au vu de son rayonnement dans le génie civil, la mécanique et l'industrie, l’université fut reconnue comme l’une des écoles techniques les plus prestigieuses de Russie et fut rebaptisée École technique impériale de Moscou (ETIM) ; elle était financée par l’État et quelques industriels. C’est à cette époque qu’elle rejoignit le rang des grandes écoles polytechniques d’Europe.
À la fin du XIXe siècle, l’ETIM ajouta à ses compétences le génie électrique, l'aéronautique et le génie énergétique.
Après la révolution communiste, l’université fut renommée en novembre 1917 en l’honneur de Nikolaï Ernestovitch Bauman, bolchevique tué à proximité du bâtiment principal de l’ETIM lors de la révolution russe avortée de 1905. Son corps fut exposé quelque temps dans une salle de cours pour que les étudiants et les autres révolutionnaires de Moscou puissent lui dire adieu ; le cortège funèbre de N.E. Bauman partit ainsi de l’université.
En 1930, certains départements de l’université Bauman devinrent indépendants, donnant naissance à des écoles prestigieuses et à des pôles de recherche dynamiques, encore en activité aujourd’hui : l'Institut d’aviation de Moscou, l'Institut de génie énergétique de Moscou, l’Académie militaire de chimie et l’Institut de génie civil de Moscou.
En 1938, de nouveaux départements furent créés au sein de l’université, tous axés sur l’armement et les techniques de défense, en particulier sur les véhicules blindés et l’artillerie. En 1948 est créé un département supplémentaire dédié aux fusées et missiles. L’université elle-même devient une École militaire dont sortirent beaucoup de savants de l’ex-Union soviétique, en particulier des concepteurs d’avions ou de fusées comme A. N. Tupolev et S. P. Korolev et une grande partie des chercheurs du programme spatial russe.
À la chute de l’URSS, en 1990, l’université changea une dernière fois de nom. Elle s’appelle désormais l’université technique d’État de Moscou - Bauman soit Московский Государственный Технический Университет им. Н.Э.Баумана ou МГТУ en russe. C’est à cette date également qu’elle quitta son caractère militaire.

## L'Université aujourd'hui
Aujourd’hui, l’université Bauman compte 18 000 élèves dont environ 400 élèves étrangers, originaires surtout des anciennes républiques de l’URSS, des pays d’Asie (Birmanie, Vietnam) et du Moyen-Orient (Syrie, Liban).
L’université a été ouverte aux étrangers en 1991 pour des cursus allant de 6 ans d’études à des stages en laboratoires de quelques mois. Mais ce n’est qu’en 1998 qu’elle entra officiellement dans les accords européens TIME (Top Industrial Managers for Europe). Denis Dhelf, de l’École centrale de Lyon, a été le premier étudiant d'Europe occidentale à obtenir un double diplôme à l’université Bauman.
Un grand nombre de départements sont encore fermés aux étudiants étrangers à cause du caractère sensible des connaissances qui y sont enseignées. En particulier, tout ce qui touche au nucléaire, à la fabrication des centrales électriques et à l’armement est inaccessible, ce qui représente un grand nombre de facultés en raison de l’ancienne vocation militaire de l’établissement. Par exemple, dans la faculté Véhicules spatiaux, seuls trois départements sur les douze existants sont ouverts aux étrangers, il s’agit des départements Conception et fabrication de fusées, Aérodynamique et balistique et Techniques de production de véhicules spatiaux.

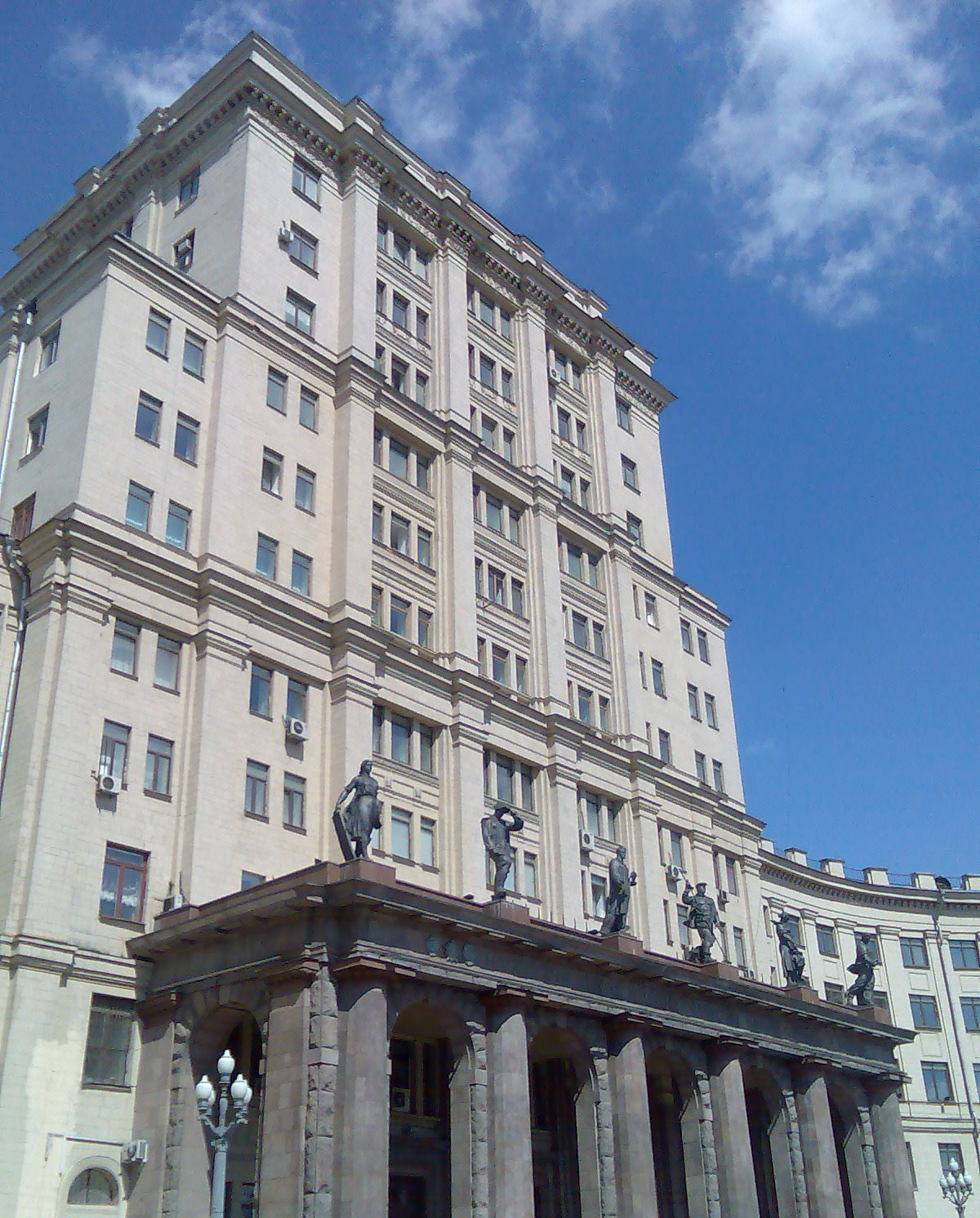
Entrée principale de l'université technique d'État de Moscou
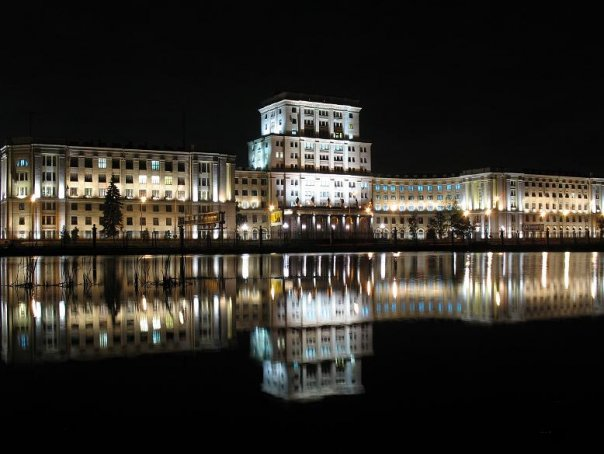
Vue du bâtiment principal de nuit
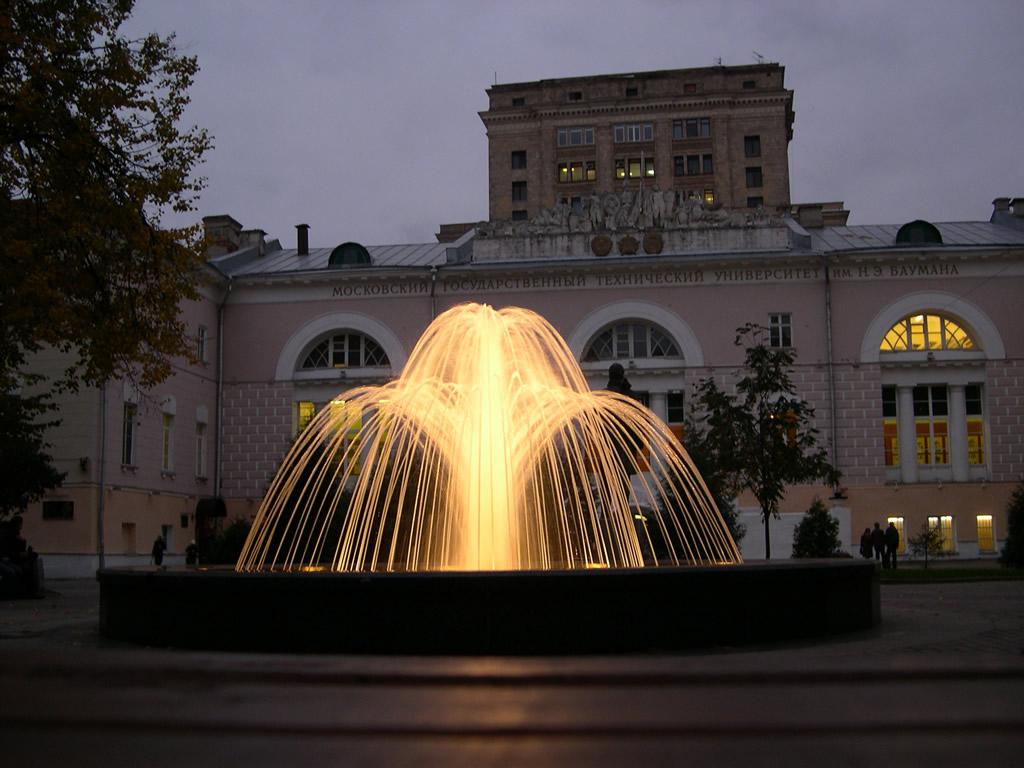
Entrée arrière du МГТУ

## Liens
- Site officiel (en russe)
- Site privé (en russe)
- Site officiel (partie en anglais)
- Forum des élèves (en russe)